# Park Min-gyu
Bak Min-gyu (en hangeul : 박민규) est un écrivain sud-coréen né à Ulsan en 1968.

## Biographie
Bak Min-gyu est né à Ulsan, une ville de taille moyenne au sud-est de la péninsule. Il est diplômé de l'université Chung-Ang. Auteur de la nouvelle Légende des Héros de la Terre (Jigu yeong-ung jeonseol), il est apparu sur la scène littéraire coréenne telle une comète, remportant le prix littéraire Munhakdongne en 2003. La même année, il publie la nouvelle Le Dernier Fan-club des Sammi Superstars (Sammi syupeo seutajeu-ui majimak paen keulleop) qui lui permit de remporter le prix littéraire Hankyoreh. Cette reconnaissance lui permet d'être considéré comme un des auteurs coréens les plus en vogue de sa génération. Sa toute première nouvelle Merci, raton laveur (Goma-wo, gwayeon neoguri-ya) fut publiée de manière rétrospective en 2005 dans la collection des œuvres récompensées du prix Yi Sang.

## Œuvre
Ses récits sont souvent caractérisés par un humour très présent et corrosif sans être pour autant omniprésent dans la narration. Les histoires se déroulent dans le monde libéral et capitaliste d'aujourd'hui, où l'humain est souvent redéfini comme un produit ou une cible commerciale. Les personnages sont souvent en proie à des difficultés financières avec un avenir incertain. 
Bak Min-gyu est connu comme un auteur à succès, mais également pour avoir un style d'écriture très singulier dans le monde littéraire coréen. En outre, son style vestimentaire et son allure - queue de cheval et lunettes extra-larges - lui valent aussi de la notoriété. Parmi ses écrits les plus connus, on compte Pavane pour une infante défunte (Jugeun wang-nyeoreul wihan pabanneu, 2009). Une de ses nouvelles La Porte du Matin (Achimui mun, 2010) lui a permis également de remporter le prix Yi Sang. 
En 2007, sa nouvelle Une sieste (Natjam) a été adaptée au théâtre dans une pièce reprenant le même titre et la trame de l'intrigue, pièce mise en scène par le réalisateur de cinéma Hur Jin-ho.

## Distinctions
- 2007 : Prix Lee Hyo-seok
- 2009 : Prix Hwang Sun-won pour 근처 Les alentours
- 2010 : Prix Yi Sang pour 아침의 문, La porte du matin